# Duerne
Duerne é uma comuna francesa na região administrativa de Auvérnia-Ródano-Alpes, no departamento de Ródano. Estende-se por uma área de 11,41 km². Em 2010 a comuna tinha 846 habitantes (densidade: 74,1 hab./km²).